# Сражение при Сайлерс-Крик
Сражение при Сайлерс-Крик (англ. The Battle of Sayler’s Creek), известное так же как Sailor’s Creek, Hillsman Farm, или Lockett Farm, произошло 6 апреля 1865 года юго-западнее Питерсберга, в штате Вирджиния. Оно было одним из сражений Аппоматтоксской кампании и одним из последних сражений американской гражданской войны. Сражение представляло собой три отдельных столкновения, в ходе которых федеральная армия пыталась уничтожить отставший от основных сил корпус генерала Юэлла.

## Предыстория
После того, как армия генерала Гранта проломила оборону Питерсберга, генерал Ли эвакуировал Питерсберг и Ричмонд. В ночь на 3 апреля Северовирджинская армия отошла от города на запад, чтобы соединиться с армией Джозефа Джонстона в Северной Каролине. Федеральная армия начала преследование и южанам пришлось столкнуться с ней у Намозин-Чеч 3 апреля и у Амелия-Спрингс 5 апреля. Ли понял, что его путь к Дэнвиллю перекрыт кавалерией Шеридана. У него остался только один вариант: отправиться в длинный марш к Линчбергу, без запасов еды и боеприпасов. Однако, генералу пообещали послать обоз с 80 000 рационов в Фармвилль, находящийся в 25-ти километрах западнее.
Первым шёл I корпус Лонгстрита (с частями корпуса А. П. Хилла и без дивизии Кершоу), за ним IV корпус Андерсона, за ним части ричмондского департамента под командованием Юэлла (дивизии Кастиса Ли и Кершоу) и обоз, и замыкал колонну II корпус Джона Гордона. 6 апреля в 08:00 федералы атаковали с тыла Гордона и с левого фланга отряд Юэлла. Одновременно Андерсон приостановил корпус, чтобы отразить атаку кавалерии. Не зная об этом, Лонгстрит ушёл вперёд. Шеридан сразу же бросил в разрыв две кавалерийские дивизии, разрезав колонну противника надвое.
Юэлл приостановил свой отряд в Хольтс-Корнер и отправил обозы на боковую Джеймстаунскую дорогу. Арьергардный корпус Гордона ушёл вслед за обозом. До сих пор не удаётся установить, кто именно приказал Гордону идти за обозом. Офицеры штаба Юэлла и генерал Кершоу были уверены, что Гордон всё ещё прикрывает их тыл, и исчезновение Гордона стало для них полной неожиданностью.
На перехват Гордона был направлен II корпус генерала Хемфриса. На южном участке Юэлл решил дать бой на берегу реки Литтл-Сейлорс-Крик. Он построил свои 3700 человек параллельно реке, фронтом на северо-восток. Левым флангом командовал генерал-майор Кастис Ли, старший сын генерала Роберта Ли. Джозеф Кершоу командовал правым флангом.

## Сражение
В 17:15 на господствующих высотах перед позициями Юэлла показался VI корпус генерала Горацио Райта. Райт сразу установил на высотах артиллерию и открыл огонь по противнику, на который генералу Юэллу нечем было ответить. Райт развернул для атаки 4 бригады: дивизии Сеймура и Уитона. После получасовой бомбардировки дивизии двинулись к реке. Уровень воды поднялся после дождей и река достигала глубины в 2-4 фута. С трудом перейдя реку, северяне атаковали линию Юэлла, но первый же залп с близкой дистанции заставил их остановиться, а затем отступить. Бывший артиллерист и выпускник Вирджинского Военного Института, полковник Степлтон Кратчфилд (он потерял ногу под Чанселорсвиллом) поднял бригаду в атаку и отбросил противника за Сайлорс-Крик. Вскоре, однако, бригаде пришлось отступить с потерями. Сам полковник был смертельно ранен. Перегруппировавшись, северяне повторили атаку и на этот раз обошли Юэлла с обоих флангов.
Юэлл писал: «Неожиданно я обнаружил крупные силы противника, выходящего в мой тыл с левого фланга. Они перекрыли единственный путь отхода. Теперь мы оказались под перекрестным огнём с фронта и с тыла и правый фланг тоже оказался обойден».
Юэлл вместе со штабом сдался кавалерийскому офицеру, через которого Юэлл предложил Кастису Ли сдаться также, во избежание ненужных жертв. В этом бою Юг потерял 6 генералов и более 3000 человек. Сражение стало первым и последним сражением в карьере Кастиса Ли.
Ещё одно столкновение произошло в двух милях севернее, у фермы Локетта. Генерал Гордон отправил обозы в тыл, а сам остался прикрывать их отход. Развернув полки на высотах у фермы, Гордон ждал атаки противника. Корпус Хемфриза появился на закате. В атаку пошли федеральные дивизии Майлза и Мотта. Южане упорно оборонялись, но под угрозой обхода левого фланга отступили на другой склон. Федералы захватили 200 повозок и 1700 пленных.
На самом южном участке поля боя, примерно в 800 метрах от Юэлла, федеральный генерал Мерритт атаковал дивизии Джорджа Пикетта и Башрода Джонсона (Под общим командованием Ричарда Андерсона). В 17:00 в бой были посланы кавалерийские дивизии Кастера, Джорджа Крука и Томаса Дэвина. Южане отбили несколько атак, но в итоге линии Андерсона были прорваны и солдаты стали отступать на запад, под защиту корпуса Лонгстрита. Во время этого отступления в плен попали 2 600 южан, в том числе 4 генерала. Только бригаде Генри Уайза удалось вырваться из окружения и соединиться с армией Ли. Уайз получил звание генерал-майора за это сражение.

## Последствия

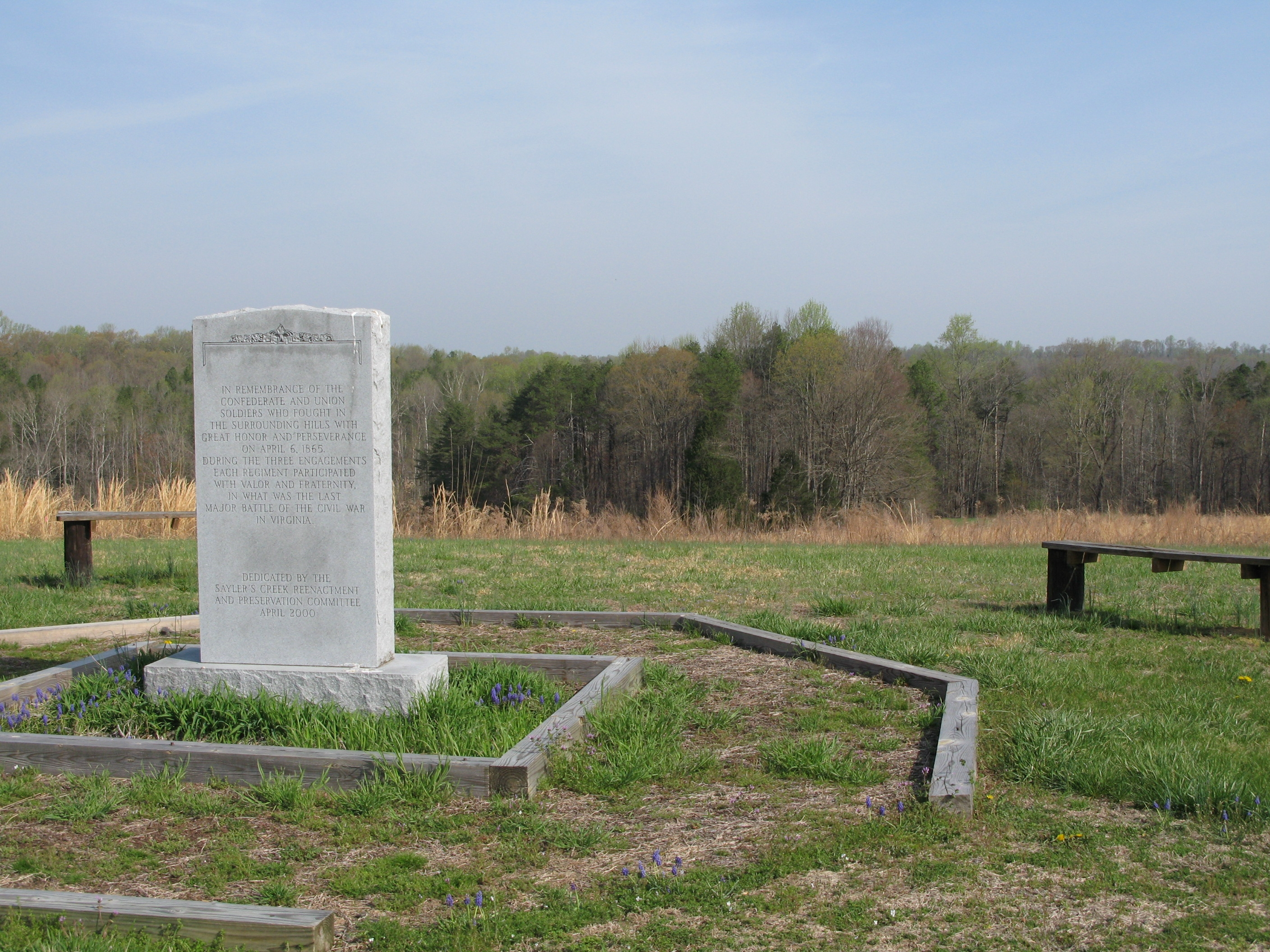
Монумент на поле боя, открытый в 2010 году.

Сражение стало тяжелым ударом по армии Ли. Он потерял почти треть от своей 30-тысячной армии. В плен попали генералы Юэлл, Кершоу, Монгомери Корсе, Эппа Хантон, Сет Бартон, Джеймс Симмс и другие.
«Корпус» генерала Юэлла прекратил своё существование. Он вступил в бой, имея 3000 человек, из которых 2800 попало в плен, а 150 было убито.
Армия Ли успела прийти в Фармвиль, где их ждали обозы с 80 000 рационами мяса и 40 000 рационами хлеба. 7 апреля генерал Ли отстранил от командования генералов Андерсона и Пикетта, поскольку им уже некем было командовать. Андерсон отправился домой в Южную Каролину, а Пикетт остался с армией.